# Maurice Brianchon
Maurice Brianchon (* 11. Januar 1899 in Fresnay-sur-Sarthe, Département Sarthe; † 1. März 1979 in Paris) war ein französischer Maler.

## Leben
Brianchon war ein Sohn des Notars Henri Brianchon und dessen Ehefrau Antoinette Bécoulet.
Bereits während seiner Schulzeit fiel seine künstlerische Begabung auf und 1917 wurde Brianchon mit Unterstützung seiner Lehrer Student an der École nationale supérieure des beaux-arts de Paris (ENSBA). Dort wurde er u. a. von Fernand Cormon unterrichtet. Im darauffolgenden Jahr wechselte Brianchon an die École nationale supérieure des arts décoratifs (ENSAD), wo er meistenteils von Eugène Morand und Charles Paul Renouard unterrichtet wurde.
Als die Société du Salon d’Automne ihre erste Ausstellung nach dem Ersten Weltkrieg veranstaltete, wurde neben Jacques Adnet, Joseph Imguiberty, Roland Oudot und anderen auch Brianchon aufgefordert, daran teilzunehmen. Nach weiteren Ausstellungen wurde er 1922 in den Vorstand dieser Société gewählt. Im selben Jahr eröffnete er zusammen mit seinem Kollegen Raymond Legueult in Montmartre (Avenue de Maine) ein eigenes Atelier.
Anlässlich der Eröffnungsfeier bekamen Brianchon und Legueult von Jacques Rouché den Auftrag, die Kostüme für das Ballett Griseldis an der Pariser Oper zu gestalten. Vom Ergebnis waren Theaterbesucher wie auch die Kritiker begeistert und weitere Aufträge folgten. Als Brianchon 1924 mit dem Prix Blumenthal ausgezeichnet wurde, konnte er mit dem Preisgeld zusammen mit seinem Kollegen Legueult eine ausgiebige Studienreise nach und durch Spanien unternehmen.
1933 machte Brianchon die Bekanntschaft der Malerin Marguerite Louppe und heiratete sie am 18. Juni 1934 in Paris. Das Paar hatte einen Sohn, Pierre-Antoine Brianchon, der später ebenfalls künstlerisch tätig war.
1936 berief man Brianchon als Dozent an die ENSAD und als solcher wurde er auch Mitglied der Société des peintres-graveurs français. Mit einigen seiner Studienkollegen zusammen hatte er einen kleinen Künstlerkreis gebildet, die Peintre de la réalité poétique.
Am 1. März 1979 starb Maurice Brianchon mit über achtzig Jahren in Paris und fand dort auch seine letzte Ruhestätte.

## Schüler (Auswahl)
| - André Brasilier (* 1929) - Bernard Cathelin (1919–2004) - Pierre Gauthier-Dubédat (* 1938) - René Genis (1922–2004) | - Roger-Edgar Gillet (1924–2004) - Claude Grosperin (1936–1977) - Paul Guiramand (1926–2007) - Camille Hilaire (1916–2004) | - Pierre Jutand (1935–2019) - André Minaud (1923–1986) - Peter Orlando (1921–2009) - Jean Rustin (1928–2013) | - Robert Savary (1920–2000) - Daniel Sénélar (1925–2001) - Henri Thomas (1930–2016) - Thierry Vaubourgoin (* 1944) |

## Ehrungen
- 1924 Prix Blumenthal
- 1946 Ritter der Ehrenlegion
- 1948 Assoziiertes Mitglied der Académie royale des Sciences, des Lettres et des Beaux-Arts de Belgique[2]
- 1953 Offizier der Ehrenlegion